# Alette
Pour les autres significations, voir Alette (architecture).
Alette est une commune française située dans le département du Pas-de-Calais en région Hauts-de-France. Ses habitants sont appelés les Alettois.
La commune fait partie de la communauté de communes du Haut Pays du Montreuillois qui regroupe 49 communes et compte 15 703 habitants en 2021.

## Géographie

### Localisation
Le territoire de la commune est limitrophe de ceux de six communes.
Les communes limitrophes sont Beussent, Montcavrel, Preures, Sempy, Aix-en-Issart et Clenleu.

### Géologie et relief
La superficie de la commune est de 13,87 km2 ; son altitude varie de 26  à   162 mètres.

### Hydrographie
Le territoire de la commune est situé dans le bassin Artois-Picardie.
La commune est drainée par la Bimoise, d'une longueur de 8,7 km, qui prend sa source dans la commune de Clenleu et se jette dans la Course au niveau de la commune de Montcavrel et par les Étenettes, d'une longueur de 1,04 km

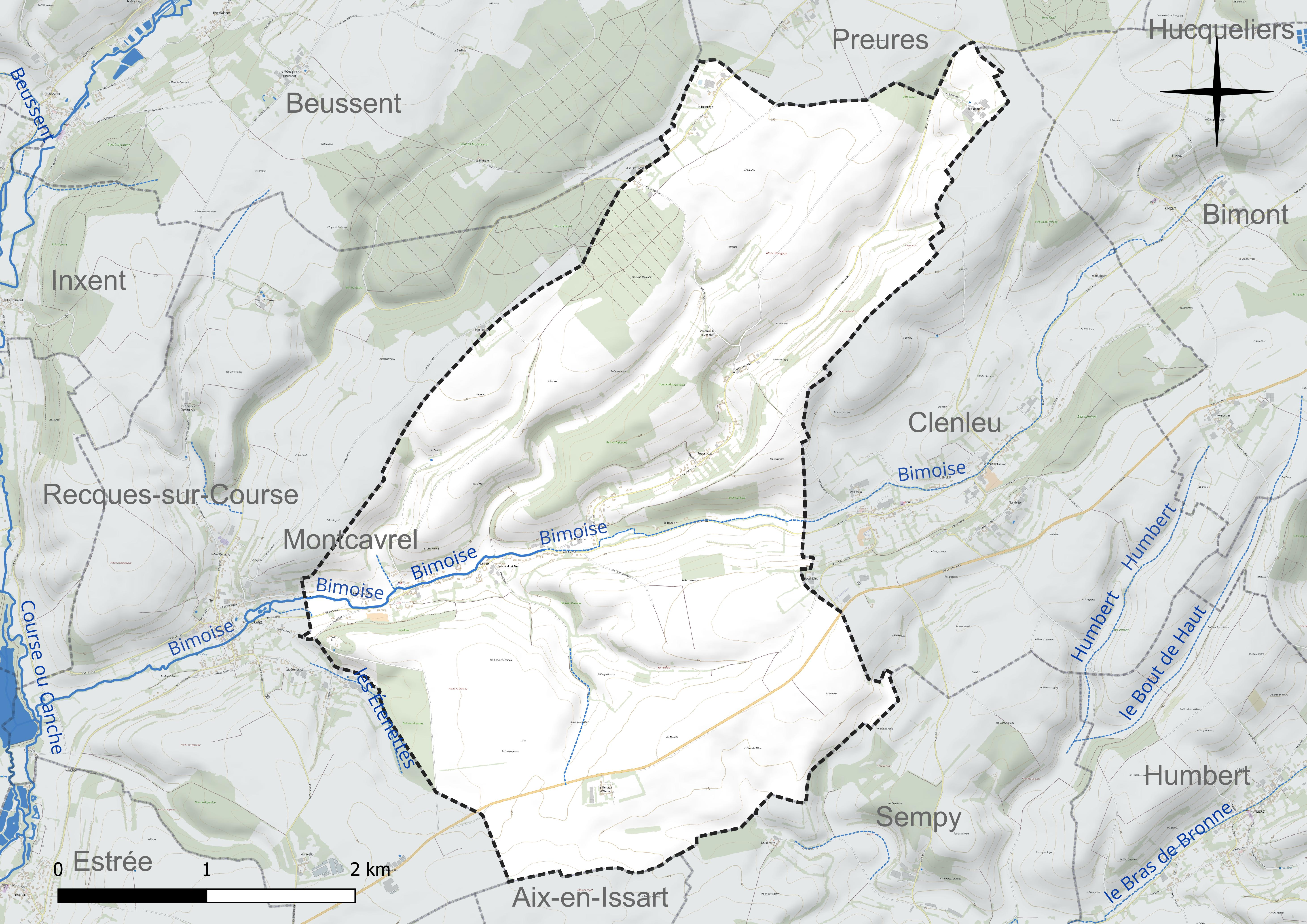
Réseau hydrographique d'Alette.

### Climat
Pour des articles plus généraux, voir Climat des Hauts-de-France et Climat du Pas-de-Calais.
En 2010, le climat de la commune est de type climat océanique franc, selon une étude du CNRS s'appuyant sur une série de données couvrant la période 1971-2000. En 2020, Météo-France publie une typologie des climats de la France métropolitaine dans laquelle la commune est exposée à un climat océanique et est dans la région climatique Côtes de la Manche orientale, caractérisée par un faible ensoleillement (1 550 h/an) ; forte humidité de l’air (plus de 20 h/jour avec humidité relative > 80 % en hiver), vents forts fréquents.
Pour la période 1971-2000, la température annuelle moyenne est de 10,5 °C, avec une amplitude thermique annuelle de 12,8 °C. Le cumul annuel moyen de précipitations est de 990 mm, avec 13,5 jours de précipitations en janvier et 8,5 jours en juillet. Pour la période 1991-2020, la température moyenne annuelle observée sur la station météorologique la plus proche, située sur la commune du Touquet-Paris-Plage à 16 km à vol d'oiseau, est de 11,2 °C et le cumul annuel moyen de précipitations est de 888,8 mm,. Pour l'avenir, les paramètres climatiques de la commune estimés pour 2050 selon différents scénarios d'émission de gaz à effet de serre sont consultables sur un site dédié publié par Météo-France en novembre 2022.

### Paysages
Pour un article plus général, voir Paysage en France.
La commune s'inscrit dans les « paysage montreuillois » tels qu'ils sont définis dans l'atlas de paysages de la région Nord-Pas-de-Calais, conçu par la direction régionale de l'Environnement, de l'Aménagement et du Logement (DREAL),. 
Ces « paysages montreuillois », qui concernent 98 communes, se délimitent : à l'ouest par des falaises qui, avec le recul de la mer, ont donné naissance aux bas-champs ourlées de dunes ; au nord par la boutonnière du Boulonnais ; au sud par le vaste plateau formé par la vallée de l'Authie, et à l'est par les paysages du Ternois et du Haut-Artois. Les « paysages montreuillois », avec, dans leur axe central, la vallée de la Canche et ses nombreux affluents comme la Course, la Créquoise, la Planquette…, offrent une alternance de vallées et de plateaux, appelés « ondulations montreuilloises ». Dans ces paysages, et plus particulièrement sur les plateaux, on cultive la betterave sucrière, le blé et le maïs et les plateaux entre la Ternoise et la Créquoise sont couverts de vastes massifs forestiers comme la forêt d'Hesdin-la-Forêt, les bois de Fressin, Sains-lès-Fressin, Créquy….

### Milieux naturels et biodiversité

#### Zones naturelles d'intérêt écologique, faunistique et floristique
L’inventaire des zones naturelles d'intérêt écologique, faunistique et floristique (ZNIEFF) a pour objectif de réaliser une couverture des zones les plus intéressantes sur le plan écologique, essentiellement dans la perspective d’améliorer la connaissance du patrimoine naturel national et de fournir aux différents décideurs un outil d’aide à la prise en compte de l’environnement dans l’aménagement du territoire.
Le territoire communal comprend deux ZNIEFF de type 1 :
- la vallée de la Course à l'aval d'Enquin-sous-Baillon. Le périmètre de la ZNIEFF présente un réseau hydrographique complexe associant plusieurs cours d’eau (Course, Bimoise, Baillons, rivière des Fontaines…) et de nombreuses sources, ainsi que des plans d’eau d’origine artificielle (ballastières, cressonnières, piscicultures, mares de chasse)[13] ;
- la forêt et pelouse de Montcavrel. C'est l’un des rares grands massifs forestiers du Montreuillois. Il se situe dans le haut Pays d’Artois, dans un secteur de plateau densément disséqué par un réseau de vallées pérennes et de vallées sèches, à la charnière de trois bassins versants : la Baillonne au nord, la Course à l’ouest et la Bimoise au sud/sud-est[14].

et une ZNIEFF de type 2 : la vallée de la Course. Elle se situe dans le pays de Montreuil et plus précisément dans l’entité paysagère des ondulations montreuilloises.

Carte des ZNIEFF de type 1 et 2 sur la commune
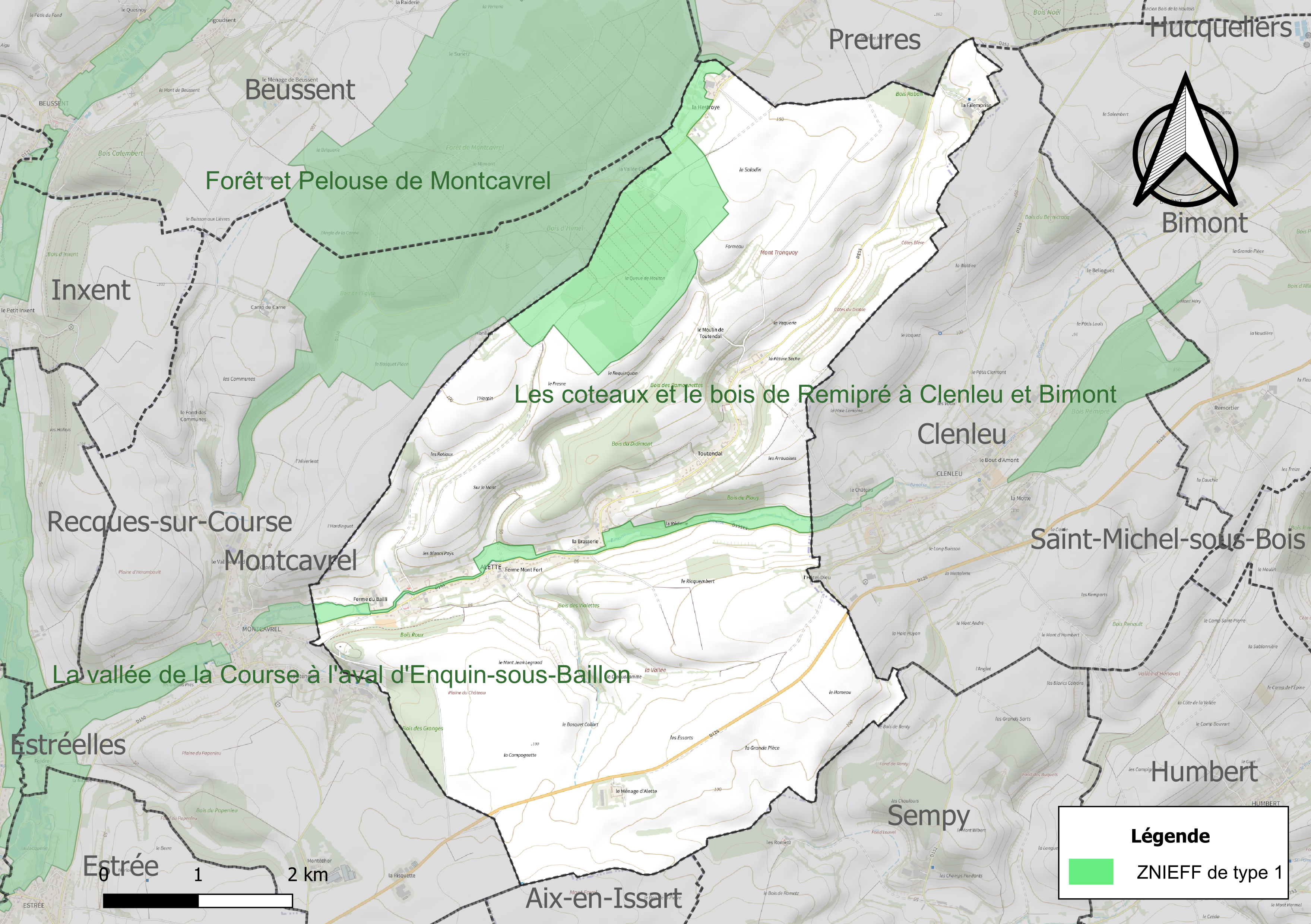
Carte des ZNIEFF de type 1 sur la commune.
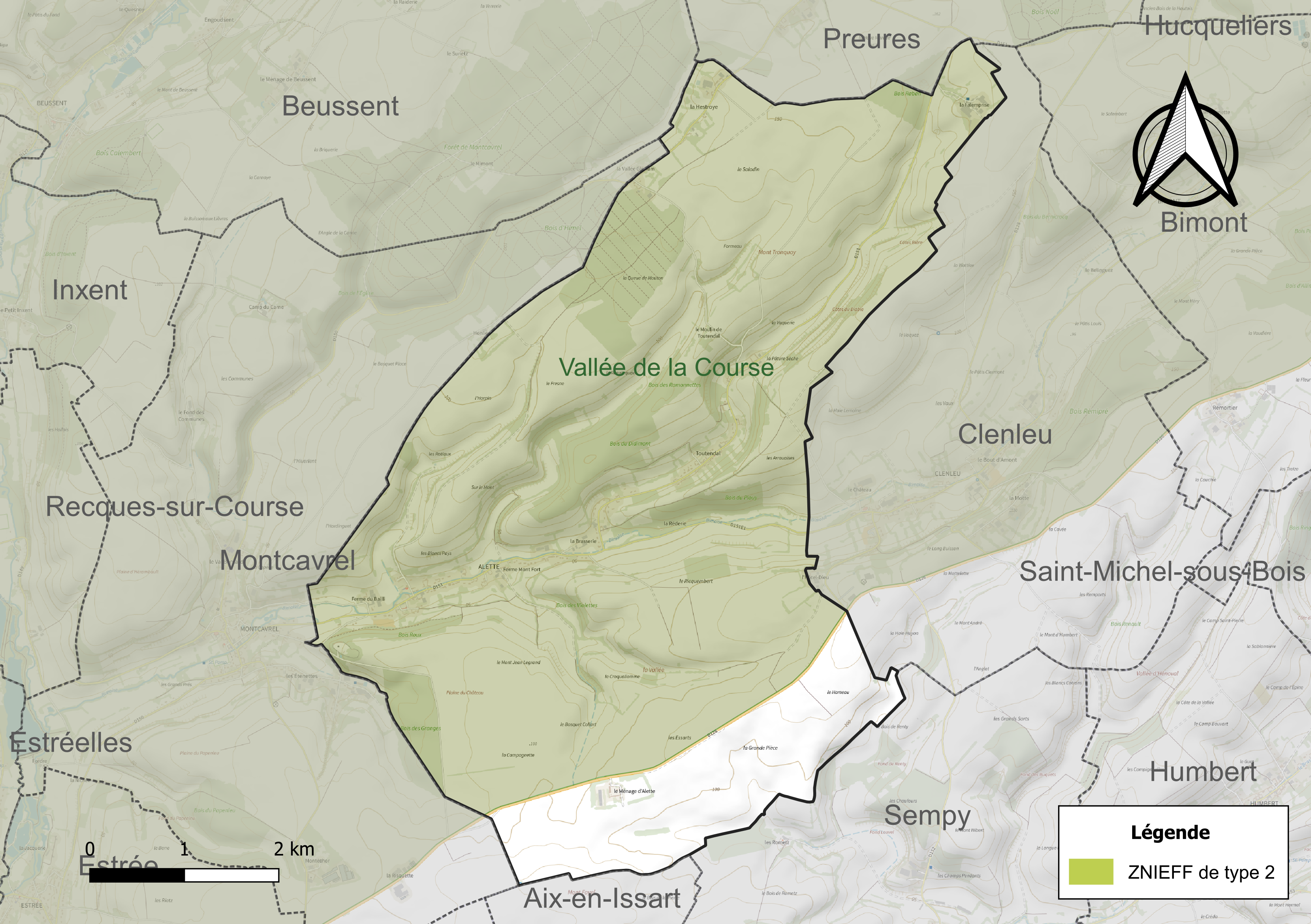
Carte de la ZNIEFF de type 2 sur la commune.

## Urbanisme

### Typologie
Au 1er janvier 2024, Alette est catégorisée commune rurale à habitat dispersé, selon la nouvelle grille communale de densité à sept niveaux définie par l'Insee en 2022.
Elle est située hors unité urbaine et hors attraction des villes,.

### Occupation des sols
L'occupation des sols de la commune, telle qu'elle ressort de la base de données européenne d’occupation biophysique des sols Corine Land Cover (CLC), est marquée par l'importance des territoires agricoles (90,1 % en 2018), en diminution par rapport à 1990 (92,5 %). La répartition détaillée en 2018 est la suivante : 
terres arables (61,5 %), prairies (25,6 %), forêts (7,5 %), zones agricoles hétérogènes (3 %), zones urbanisées (2,4 %). L'évolution de l’occupation des sols de la commune et de ses infrastructures peut être observée sur les différentes représentations cartographiques du territoire : la carte de Cassini (XVIIIe siècle), la carte d'état-major (1820-1866) et les cartes ou photos aériennes de l'IGN pour la période actuelle (1950 à aujourd'hui).

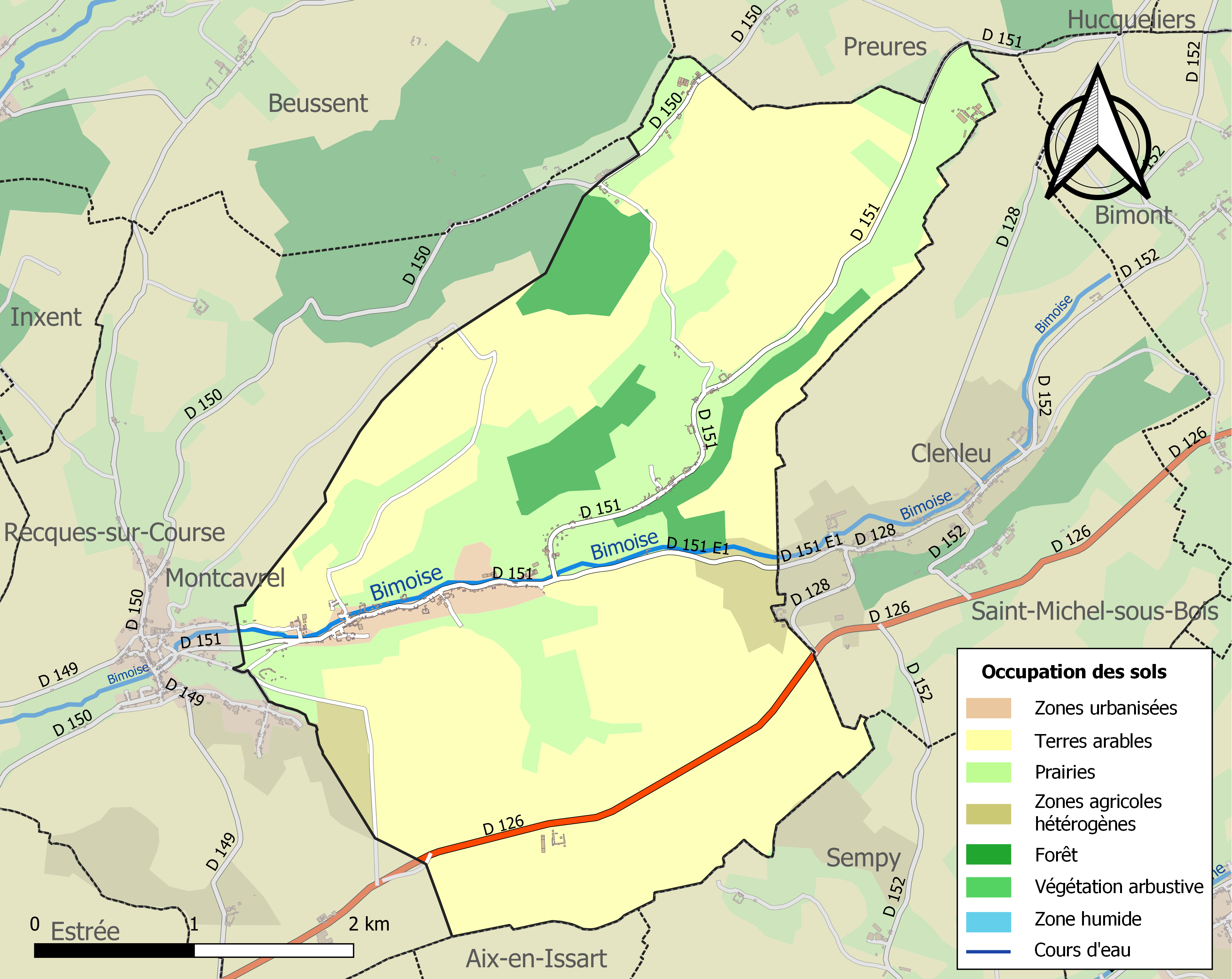
Carte des infrastructures et de l'occupation des sols de la commune en 2018 (CLC).

## Toponymie
Le nom de la localité est attesté sous les formes Alestei (1127), Alesta (1140), Alestes (1156-1157), Alesto (1171), Aleste (1194-1195), Alesth et Halista (XIIe siècle), Halletes (XIIIe siècle), Alestez (1375), Alesque (XIVe siècle), Alette-en-Artois (1507), Aleste (v. 1512), Allestes (1515), Alettes (XVIIIe siècle).
Le nom Alette vient du latin alettis qui signifie « la vallée des oiseaux ».

## Politique et administration

### Découpage territorial
La commune se trouve dans l'arrondissement de Montreuil du département du Pas-de-Calais.

#### Commune et intercommunalités
La commune est membre de la communauté de communes du Haut Pays du Montreuillois.

#### Circonscriptions administratives
La commune est rattachée au canton de Lumbres.

#### Circonscriptions électorales
Pour l'élection des députés, la commune fait partie de la quatrième circonscription du Pas-de-Calais.

### Élections municipales et communautaires

#### Liste des maires
| Période                                  | Période  | Identité         | Étiquette | Qualité                                                                     |
| ---------------------------------------- | -------- | ---------------- | --------- | --------------------------------------------------------------------------- |
| Les données manquantes sont à compléter. |          |                  |           |                                                                             |
| 1994                                     | 2002     | Roger Hennuyer   |           | Avocat                                                                      |
| 2002                                     | En cours | Constant Vasseur |           | Agriculteur Réélu pour le mandat 2014-2020, Réélu pour le mandat 2020-2026, |

## Équipements et services publics

### Justice, sécurité, secours et défense
La commune dépend du tribunal de proximité de Montreuil, du conseil de prud'hommes de Boulogne-sur-Mer, du tribunal judiciaire de Boulogne-sur-Mer, de la cour d'appel de Douai, du tribunal de commerce de Boulogne-sur-Mer, du tribunal administratif de Lille, de la cour administrative d'appel de Douai et du tribunal pour enfants de Boulogne-sur-Mer.

## Population et société
Les habitants de la commune sont appelés les Alettois.

### Démographie

#### Évolution démographique
L'évolution du nombre d'habitants est connue à travers les recensements de la population effectués dans la commune depuis 1793. Pour les communes de moins de 10 000 habitants, une enquête de recensement portant sur toute la population est réalisée tous les cinq ans, les populations de référence des années intermédiaires étant quant à elles estimées par interpolation ou extrapolation. Pour la commune, le premier recensement exhaustif entrant dans le cadre du nouveau dispositif a été réalisé en 2007.

En 2022, la commune comptait 372 habitants, en évolution de −3,63 % par rapport à 2016 (Pas-de-Calais : −0,72 %, France hors Mayotte : +2,11 %).
| 1793 | 1800 | 1806 | 1821 | 1831 | 1836 | 1841 | 1846 | 1851 |
| ---- | ---- | ---- | ---- | ---- | ---- | ---- | ---- | ---- |
| 452  | 327  | 453  | 449  | 444  | 447  | 470  | 482  | 481  |

| 1856 | 1861 | 1866 | 1872 | 1876 | 1881 | 1886 | 1891 | 1896 |
| ---- | ---- | ---- | ---- | ---- | ---- | ---- | ---- | ---- |
| 473  | 443  | 428  | 421  | 426  | 422  | 451  | 460  | 436  |

| 1901 | 1906 | 1911 | 1921 | 1926 | 1931 | 1936 | 1946 | 1954 |
| ---- | ---- | ---- | ---- | ---- | ---- | ---- | ---- | ---- |
| 456  | 448  | 405  | 352  | 332  | 311  | 325  | 314  | 286  |

| 1962 | 1968 | 1975 | 1982 | 1990 | 1999 | 2006 | 2007 | 2012 |
| ---- | ---- | ---- | ---- | ---- | ---- | ---- | ---- | ---- |
| 267  | 256  | 216  | 235  | 260  | 249  | 303  | 311  | 380  |

| 2017 | 2022 | - | - | - | - | - | - | - |
| ---- | ---- | - | - | - | - | - | - | - |
| 386  | 372  | - | - | - | - | - | - | - |

#### Pyramide des âges
En 2018, le taux de personnes d'un âge inférieur à 30 ans s'élève à 39,4 %, soit au-dessus de la moyenne départementale (36,7 %). À l'inverse, le taux de personnes d'âge supérieur à 60 ans est de 19,5 % la même année, alors qu'il est de 24,9 % au niveau départemental.
En 2018, la commune comptait 212 hommes pour 174 femmes, soit un taux de 54,92 % d'hommes, largement supérieur au taux départemental (48,5 %).
Les pyramides des âges de la commune et du département s'établissent comme suit.
| Hommes | Classe d’âge | Femmes |
| ------ | ------------ | ------ |
| 0,9    | 90 ou +      | 0,0    |
| 2,8    | 75-89 ans    | 5,7    |
| 12,7   | 60-74 ans    | 17,2   |
| 17,5   | 45-59 ans    | 19,0   |
| 23,1   | 30-44 ans    | 23,0   |
| 17,0   | 15-29 ans    | 14,4   |
| 25,9   | 0-14 ans     | 20,7   |

| Hommes | Classe d’âge | Femmes |
| ------ | ------------ | ------ |
| 0,5    | 90 ou +      | 1,6    |
| 5,6    | 75-89 ans    | 8,9    |
| 16,7   | 60-74 ans    | 18,1   |
| 20,2   | 45-59 ans    | 19,2   |
| 18,9   | 30-44 ans    | 18,1   |
| 18,2   | 15-29 ans    | 16,2   |
| 19,9   | 0-14 ans     | 17,9   |

## Économie

### Revenus de la population et fiscalité
En 2019, dans la commune, il y a 139 ménages fiscaux qui comprennent 368 personnes pour un revenu médian disponible par unité de consommation de 20 090 euros, soit inférieur au revenu de la France métropolitaine qui est de 21 930 euros,.

## Culture locale et patrimoine

### Lieux et monuments

#### Site classé
Un site classé ou inscrit est un espace (naturel, artistique, historique…) profitant d'une conservation en l'état (entretien, restauration, mise en valeur...) ainsi que d'une préservation de toutes atteintes graves (destruction, altération, banalisation...) en raison de son caractère remarquable au plan paysager. Un tel site justifie un suivi qualitatif, notamment effectué via une autorisation préalable pour tous travaux susceptibles de modifier l'état ou l'apparence du territoire protégé.
Dans ce cadre, la commune présente un site classé par arrêté du 28 juillet 1915 : les ruines du château de Montcavrel avec ses anciens fossés.

#### Monuments
- L'église Saint-Laurent. À sa construction au XIIe siècle, le clocher, qui fait l’objet d’une inscription au titre des monuments historiques depuis le 10 juin 1926[37], comprenait quatre fenêtres en tiers point séparées par des petites baies. Il subit des dommages en 1544 et il a fallu reconstruire trois faces aveugles. La flèche date de 1585. Dans l'église se trouvent les statues en bois du XVe siècle de saint Laurent, saint Josse, saint Jean l'Évangéliste et saint Lambert[38].
- Le monument aux morts[39].
- L'ancien château de Montcavrel[40] était une forteresse dont les origines remontaient, traditionnellement, au moins au XIe siècle. Il se composait d'une enceinte défendue par des courtines, des tours, à laquelle on accédait par une poterne pourvue d'un pont-levis. À l'intérieur, se trouvaient un donjon, une chapelle et l'habitation du seigneur. Cette enceinte jouxtait une basse-cour plus vaste entourée de dépendances[41]. Le château se transmit au Moyen Âge, du XIe au XVe siècle, dans la famille de Montcavrel, dont les derniers représentants, Jean III et Rasse de Montcavrel, son frère, sont tués à la bataille d'Azincourt, en 1415[42]. Jeanne de Montcavrel, fille de Jean III de Montcavrel, épouse en 1431 Aymon de Monchy, seigneur des Planques, et fait entrer par ce mariage, la seigneurie de Montcavrel dans la maison de Monchy[43]. La maison de Monchy se transmet la seigneurie et le château de Montcavrel jusqu'à Jean-Baptiste de Monchy, qui les vend en 1666 à son beau-frère Louis Charles de Mailly, marquis de Nesle, époux de Jeanne de Monchy-Montcavrel[44]. En mai 1717, leur petit-fils, Louis III de Mailly, marquis de Nesle, reçoit pendant une nuit à Montcavrel l'empereur Pierre Ier de Russie, qu'il est chargé par le régent d'accompagner de Calais à Versailles. La maison de Mailly se transmet Montcavrel jusqu'à la Révolution, où le château est vendu comme bien national en 1795[45]. Converti en exploitation agricole, le château de Montcavrel est démoli une quinzaine d'années plus tard. Il n'en subsiste aujourd'hui que des éléments ruinés de tours et de murailles[46] (propriété privée).

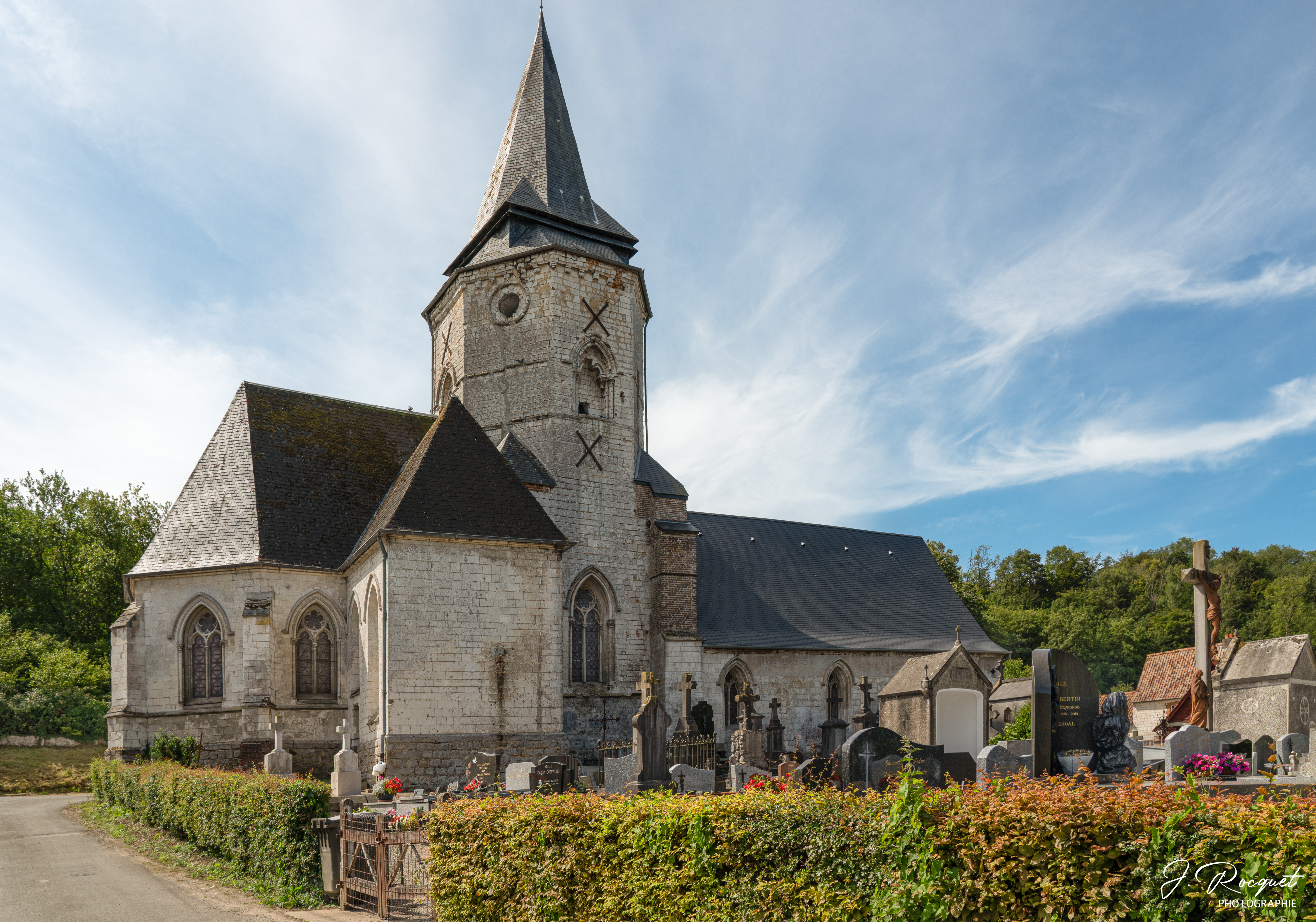
L'église.

### Héraldique
| Blason de Alette | Blason  | De gueules à trois quintefeuilles d'or; au chef d'argent chargé de trois maillets de sinople. |
| Blason de Alette | Détails | Les trois quintefeuilles viennent des armes de la famille de Montcavrel, premiers seigneurs de l'endroit, et les maillets rappellent que les De Mailly prirent possession du territoire en 1648 lorsque Charles de Mailly épousa Jeanne de Monchy. Adopté par la municipalité le 8 décembre 1995. |

## Pour approfondir

#### Bases de données, dictionnaires et encyclopédies
- Site officiel
- Ressources relatives à la géographie :   - Insee (communes)
  - Ldh/EHESS/Cassini
- Ressource relative à plusieurs domaines :   - Annuaire du service public français
- Notices d'autorité :   - BnF (données)